# Zonantes ouachitanus
Zonantes ouachitanus är en skalbaggsart som beskrevs av Werner 1990. Zonantes ouachitanus ingår i släktet Zonantes och familjen ögonbaggar. Inga underarter finns listade i Catalogue of Life.